# Pierre Mignard
Pour les articles homonymes, voir Mignard et Pierre Mignard (homonymie).
Cet article possède un paronyme, voir Pierre Magnard.
Pierre Mignard, né le 17 novembre 1612 à Troyes et mort le 30 mai 1695 à Paris, est un peintre français.

## Biographie

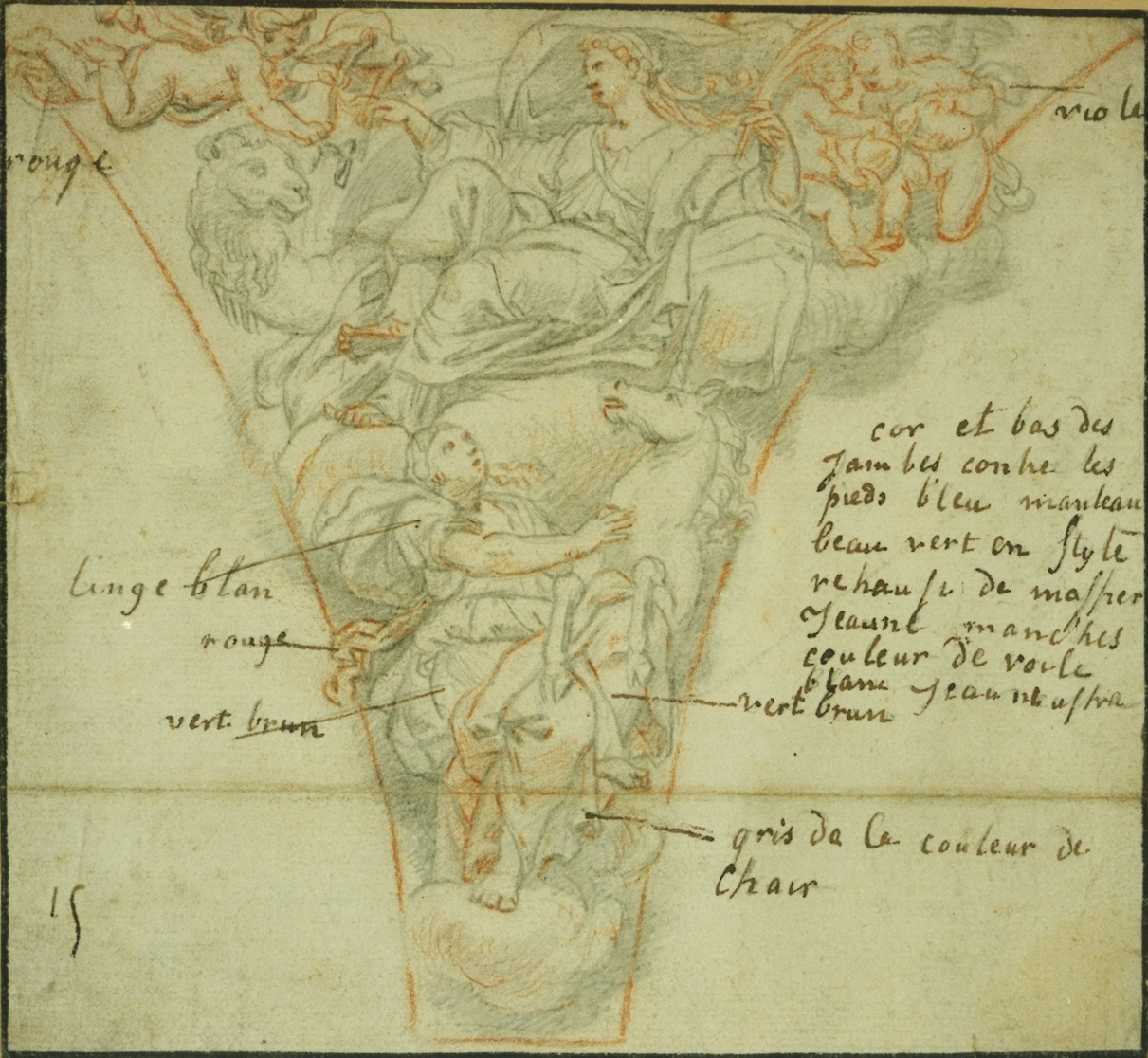
Représentation allégorique de la Tempérance, FRB.

### Jeunesse et formation
Pierre Mignard naît à Troyes, et est baptisé dans l'église Saint-Jean-au-Marché, dans une famille plutôt pauvre, dans le milieu des artisans. Profitant du rôle de viviers d'artistes que rêvet Troyes au début du XVIIe siècle mais aussi inspiré par son frère aîné, Nicolas, qui le précède dans la carrière de peintre, il s'initie rapidement à la peinture.
Tout d'abord destiné à la médecine, Pierre Mignard entre en 1624 dans l'atelier du peintre Jean Boucher à Bourges. De retour à Troyes, il travaille chez un sculpteur nommé François Gentil avant de partir pour Fontainebleau - capitale des arts de l'époque - où il étudie Le Primatice, Rosso Fiorentino et Martin Fréminet. Il peint la chapelle du château de Coubert-en-Brie pour le maréchal de Vitry qui le prend sous sa protection et l'emmène à Paris où il devient l'élève de Simon Vouet en 1630, chef de file de la peinture parisienne. Il rencontre notamment Charles Le Brun,, Eustache Le Sueur et Charles-Alphonse Du Fresnoy avec qui il se lie.

### Séjour à Rome
En 1635, il part pour Rome où il rencontre Nicolas Poussin, peut-être le peintre Sassoferrato et Anna Avolara, fille d'un architecte, dont il s'éprend mais qu'il n'épousera qu'en 1660 à la suite d'obstacles divers. Alors qu'il s'était au départ voué au style baroque, dans lequel s'inscrivait Simon Vouet, à Rome, où il demeure vingt ans, il s'oriente vers le classicisme. Il demeure vingt ans à Rome, en réalisant de nombreuses compositions, en particulier ls sujets de dévotion, et connaît un grand succès. Parmi ces œuvres, il peint notamment Saint Charles Borromée ainsi que trois "Vierges à l'Enfant", des portraits de style bolognais qui devinrent célèbres dans toute l'Europe sous le nom de « mignardes ». 
En raison de cette expérience italienne, Pierre Mignard fut surnommé « le Romain ».

### Succès à la cour de France

#### Retour en France et amitié avec Molière

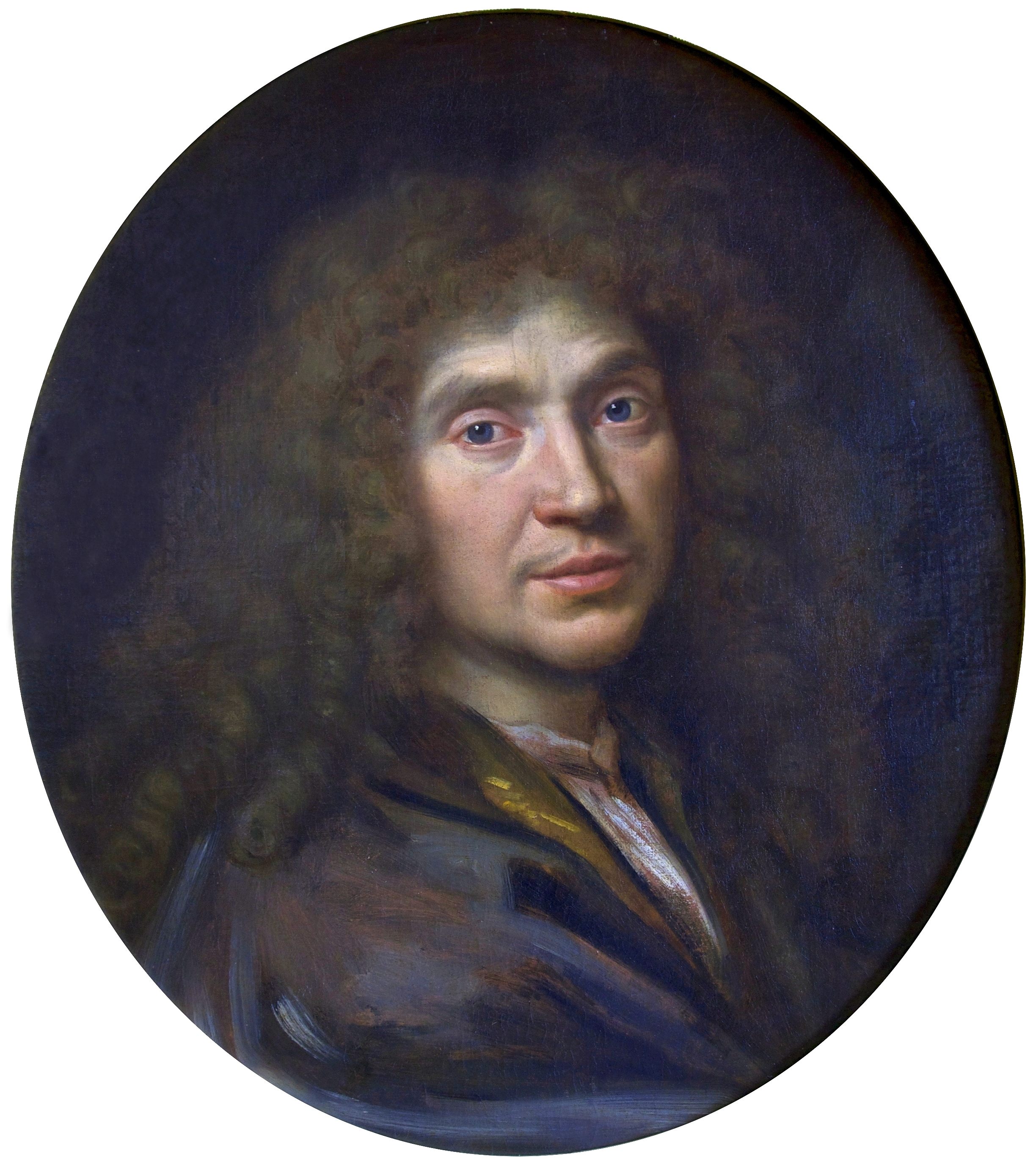
Portrait de Molière par Mignard, musée Condé de Chantilly.

Devenu célèbre à Rome, il est naturellement rappelé en France par Louis XIV en 1657 et protégé par Mazarin, féru d'art italien. 
Sur le chemin de Paris, il rencontre Molière à Avignon chez son frère Nicolas Mignard, dont l'épouse avait hérité d'un des principaux jeux de paume d'Avignon où jouaient les troupes de passage. Les deux hommes deviennent amis et Mignard commence par peindre un portrait de Molière intime (Molière, vers 1658, Chantilly, musée Condé), d'un esprit éloigné de celui que son frère Nicolas avait peint quelque temps auparavant (Molière (1622-1673) dans le rôle de César, dans « La Mort de Pompée », tragédie de Corneille, 1656, Paris, musée Carnavalet). Pour dater le tableau de Chantilly "vers 1658", les archivistes se sont fondés sur le fait que Pierre Mignard et Molière se sont l'un et l'autre définitivement installés à Paris à l'automne de 1658. Mais il est très probablement postérieur. Comme l'a écrit en 2018 G. Forestier dans son Molière (p.109-110), « On ne sait si c’est durant ce séjour avignonnais que, profitant de sa disponibilité, "Mignard le Romain" entreprit de faire à son tour un portrait de Molière. Son premier historien affirme que le tableau daterait du milieu des années 1660 (Simon P.  Mazière, abbé de Monville, La Vie de Pierre Mignard, p. 93-95), et une certaine maturité dans les traits de Molière nous inclinerait à le suivre. Quoi qu’il en soit, au contraire de son frère qui avait croqué le comédien dans un de ses personnages de théâtre, il choisit de le peindre dans son intimité, drapé d’une magnifique robe d’intérieur. » 
En 1669, Molière composera d'ailleurs La Gloire du Val-de-Grâce, un éloge en vers du chef-d'œuvre de Mignard, La Gloire des Bienheureux, fresque ornant le dôme de l'église du Val-de-Grâce à Paris, commandée en 1663 par Anne d'Autriche pour un montant de 35 000 livres. 
Les liens entre les familles de Pierre Mignard et de Molière furent si étroits que c'est Catherine Mignard, fille du peintre, qui fut choisie pour être le 1er octobre 1672 la marraine du dernier enfant de Molière, Pierre Poquelin (qui mourut 11 jours plus tard). Mignard conservera toute sa vie son amitié à Armande Béjart, veuve de Molière.

#### Portraitiste de cour et décorateur
À Paris, Pierre Mignard jouit d'un grand succès. En effet, la famille royale et l'aristocratie lui commandent de nombreux portraits, Il réalise notamment celui du cardinal Mazarin en 1658 et des portraits de la famille royale mais aussi de nombreux travaux de décoration intérieure. Il arbore un style au modelé rond, aux expressions conventionnelles, qui plait à ceux qui lui passent commande. Il se voit ainsi confié la coupole de l'église Notre-Dame du Val-de-Grâce en 1663, le décor d'une chapelle de l'église Saint-Eustache de Paris en 1667 ainsi que le plafond peint de deux salons et de la galerie d'Apollon du château de Saint-Cloud, commandés par Monsieur, frère de Louis XIV en 1677 (les peintures de l'église Saint-Eustache, qui étaient d'ailleurs le pendant de celles de son rival Charles de la Fosse, dans la chapelle des Mariages, furent détruites lors de la construction du nouveau portail. Également, les œuvres réalisées au château de Saint-Cloud disparurent avec la destruction du château lors de la guerre franco-prussienne de 1870). 

#### Concurrent de Charles Le Brun

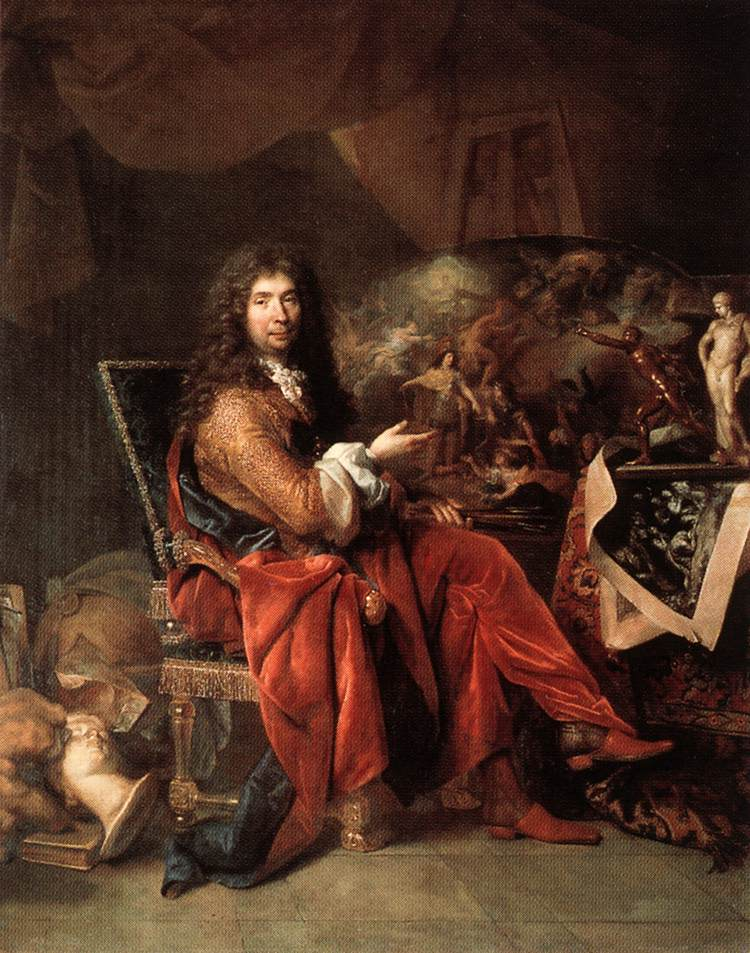
Nicolas de Largillierre, Portrait de Charles Le Brun,
(entre 1683 et 1686), Paris, musée du Louvre.

La réussite de Pierre Mignard suscite toutefois la jalousie et l'hostilité de Charles Le Brun, alors premier peintre du roi à partir de 1664, et une rivalité artistique s'installe entre les deux hommes. Le Brun considère que Mignard est un peintre « sans théorie » et Mignard refuse à maintes reprises d'intégrer l'académie royale de peinture et de sculpture dont Le Brun est directeur pour lui préférer l'Académie de Saint-Luc, sa principale concurrente,. 
Cette rivalité est nourrie par la rivalité politique entre les deux principaux ministres de l'époque, Louvois et Jean-Baptiste Colbert, ce dernier étant protecteur de Le Brun et Louvois ayant décidé d'accorder sa protection et son mécénat à Mignard. 
À la mort de Colbert en 1683, Louvois, devenu surintendant des bâtiments du roi, favorise Mignard qui bénéficie de commandes pour l'appartement du roi, deux salons et la petite galerie, à Versailles, ainsi que la gestion des campagnes de sculptures pour le parc, l'acquisitions des collections royales et les commandes des Gobelins, au détriment de Le Brun.  
Cette querelle artistique se déroule également sur le terrain de la peinture. En 1689, sur une commande de Louvois, Mignard entend surpasser et écraser l'œuvre emblématique de Le Brun, Les Reines de Perse aux pieds d'Alexandre, peinte en 1660, en peignant le même sujet. 
À la mort de Charles Le Brun en 1690, Pierre Mignard est anobli et succède à le Brun en tant que premier peintre du roi ainsi qu'à la tête de l'académie royale, au poste de chancelier et de directeur. 

### Fin de vie

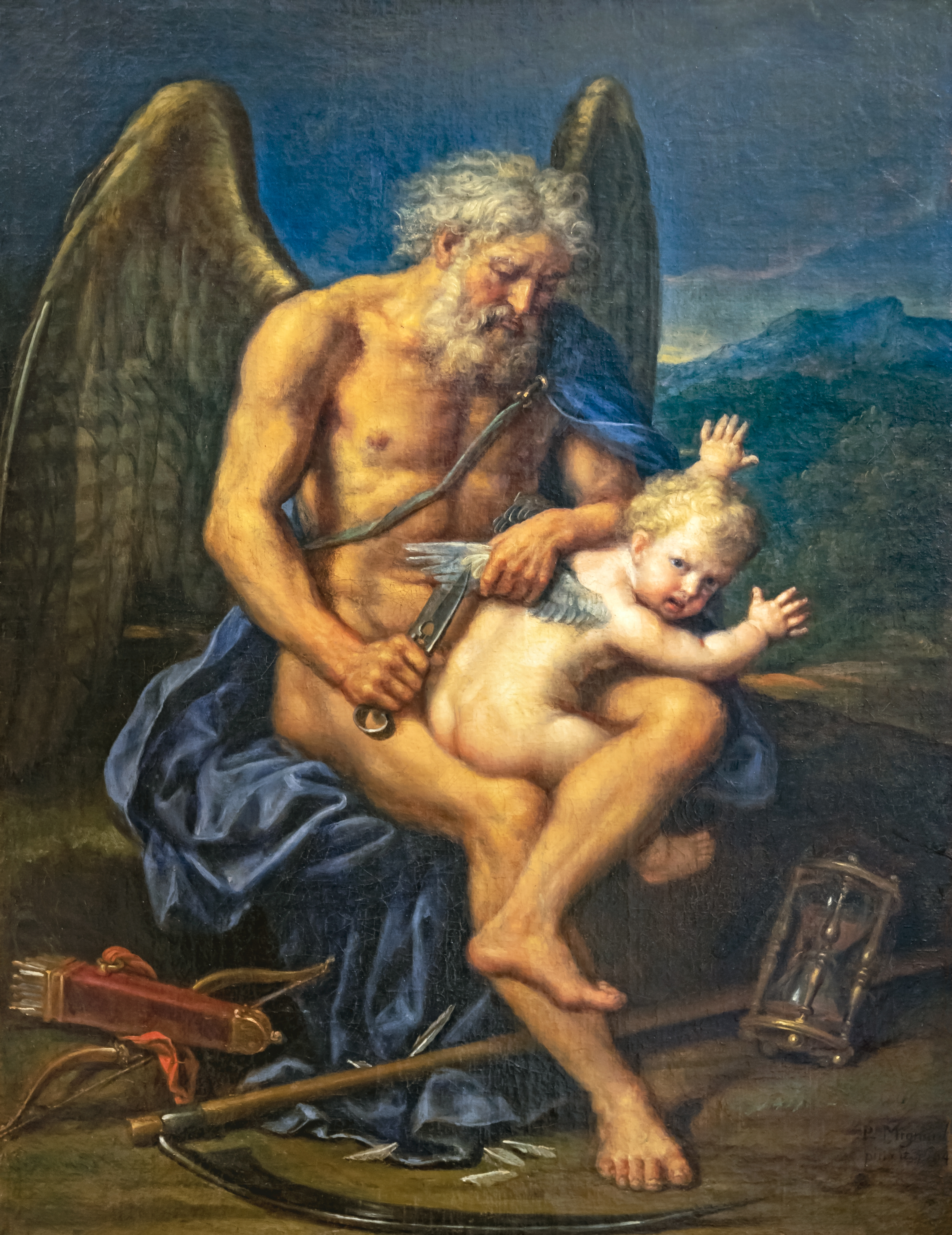
Le Temps coupant les ailes de l'Amour, collection Motais de Narbonne.

Cinq ans plus tard, Pierre Mignard meurt à l'âge de 82 ans, le 30 mai 1695, au 23 rue de Richelieu à Paris. De grandes funérailles sont organisées à l'église Saint-Roch et il est enterré au couvent des Jacobins, où son tombeau monumental, réalisé par Jean-Baptiste Lemoyne, fut détruit à la révolution. Il avait eu quatre enfants. Sa fille Catherine épousera en 1696 le comte de Feuquières.

## Famille
- Pierre Mignard, marié à Marie Gallois[12]. D'après La vie de Pierre Mignard, premier peintre du roy publiée en 1731, la famille Mignard était d'origine anglaise et s'appelait More. Le nom de Mignard lui aurait été donné par Henri IV de passage à Troyes[13]. Cette filiation racontée par Monville est reconnue depuis longtemps comme sans fondement par Grosley, Lépicié et Mariette.
  - Nicolas Mignard (1606-1668) dit Mignard d'Avignon, marié avec Marguerite Apvril
    - Pierre Mignard (1640-1725), dit le chevalier Mignard, marié avec Dorothée Dupont
    - Paul Mignard (1641-1691), peintre, marié avec Marie-Madeleine Chenard
      - Pierre Mignard (1674-1734), marié avec Catherine Mauche
        - Pierre-François Mignard (1728-1801), peintre, marié à Marie-Rose-Esprite Naveau
          - Marie-Rose Mignard (1754-1824), mariée avec Monyer de Prilly

      - Noël-Paul Mignard (1678-1731), peintre ?, marié avec Anne-Marie Fuzet-Imbert
        - Pierre-Paul Mignard (1717-1739) marié avec Marie-Barbe Susterre

  - Pierre Mignard (1612-1695)[14], dit Mignard le Romain, marié fin 1656 avec Anna Avolara, fille de Juan Carlo Avolara, architecte romain[15], avant que le roi lui ordonne de revenir en France.
    - Charles Mignard, gentilhomme de Monsieur, mort sans descendance,
    - Pierre Mignard, entré dans l'ordre des Mathurins,
    - Pierre-Rodolphe Mignard, peintre, marié à Marie de Beauchâteau
      - Gabriel Mignard (1700- )
      - Anselme-Rodolphe Mignard (1704- )

    - Catherine Mignard (1657-1742), mariée en 1696 avec Jules de Pas (vers 1661-1741), comte de Feuquières, colonel du régiment de Feuquières, lieutenant général au gouvernement, province et évêché de Toul[16].

Le baslon de la famille est : d'azur, au lion d'or, au chef cousu de gueules, chargé de trois trèfles d'or,,,.

## L'œuvre de Mignard

### Le portraitiste
Il reste un des plus célèbres peintres classiques français : ami des beaux esprits de son temps (outre Molière, citons La Fontaine, Racine ou Boileau), on lui doit des portraits de Bossuet, de Jacques de Cordon d'Evieu, de la princesse Palatine, de la duchesse de Châtillon, de la comtesse de Fiesque, de Julie d'Angennes, de Mlle de Montpensier, de Mlle de Valois et de la grande-duchesse de Toscane, de Mme de la Sablière, de la duchesse de Brissac, de la duchesse de Ventadour, de Mme de Montespan, de Mme de Maintenon , de Mlle de La Vallière, de Mme de Sévigné, de Mlle de Grignan, de Mlle de Fontanges et de Mme de Tencin. Il a par ailleurs peint dix fois Louis XIV.
- Orléans, musée des Beaux-Arts:

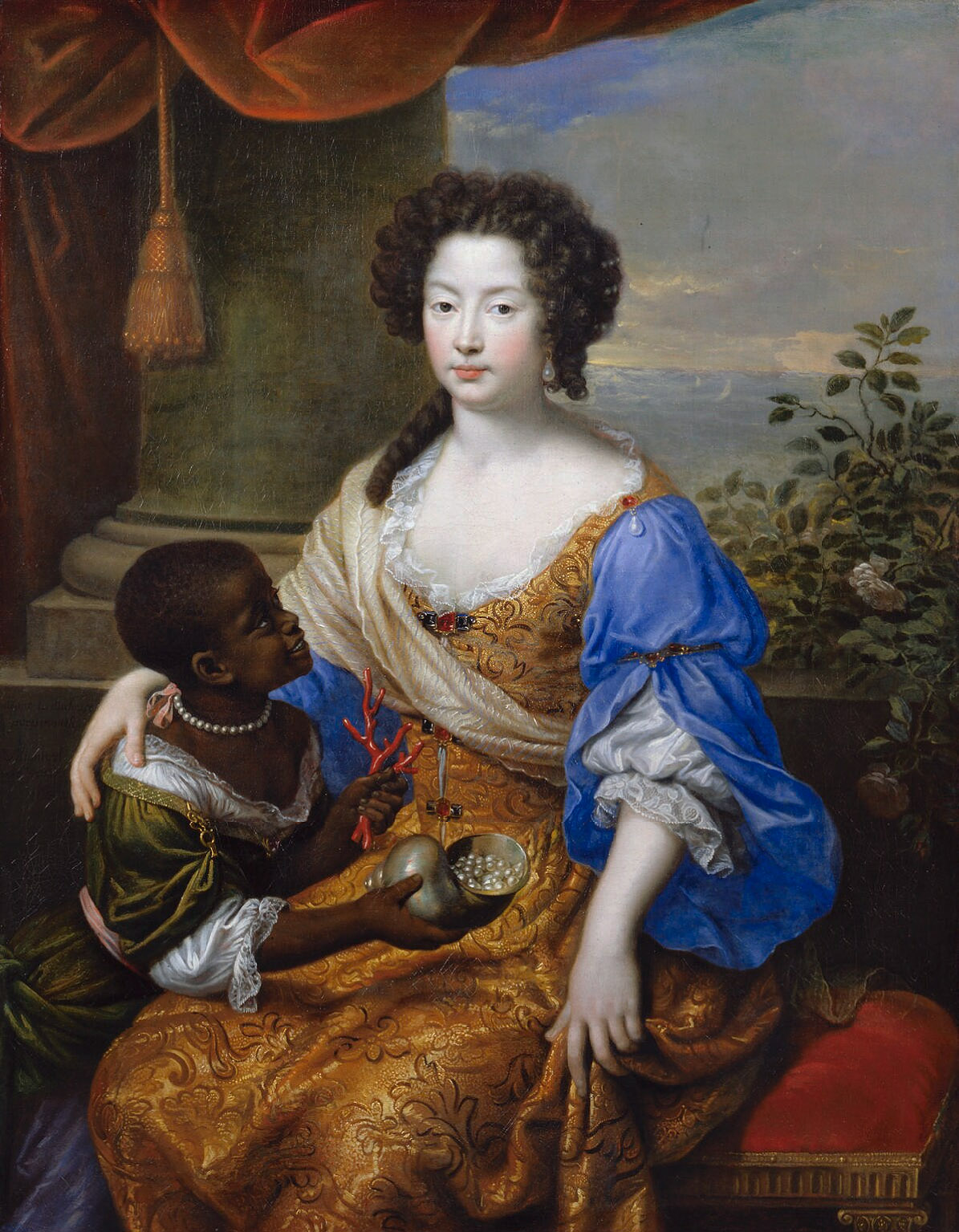
Louise Renée de Penancoët de Kéroualle, Duchesse de Portsmouth, 1682, huile sur toile, 120,7 × 95,3 cm, Londres, National Portrait Gallery.

  - Sainte Thérèse d’Avila en prière devant le Christ en croix, vers 1670, pierre noire et rehauts de craie blanche sur papier vergé, 20,5 × 17,3 cm[21].

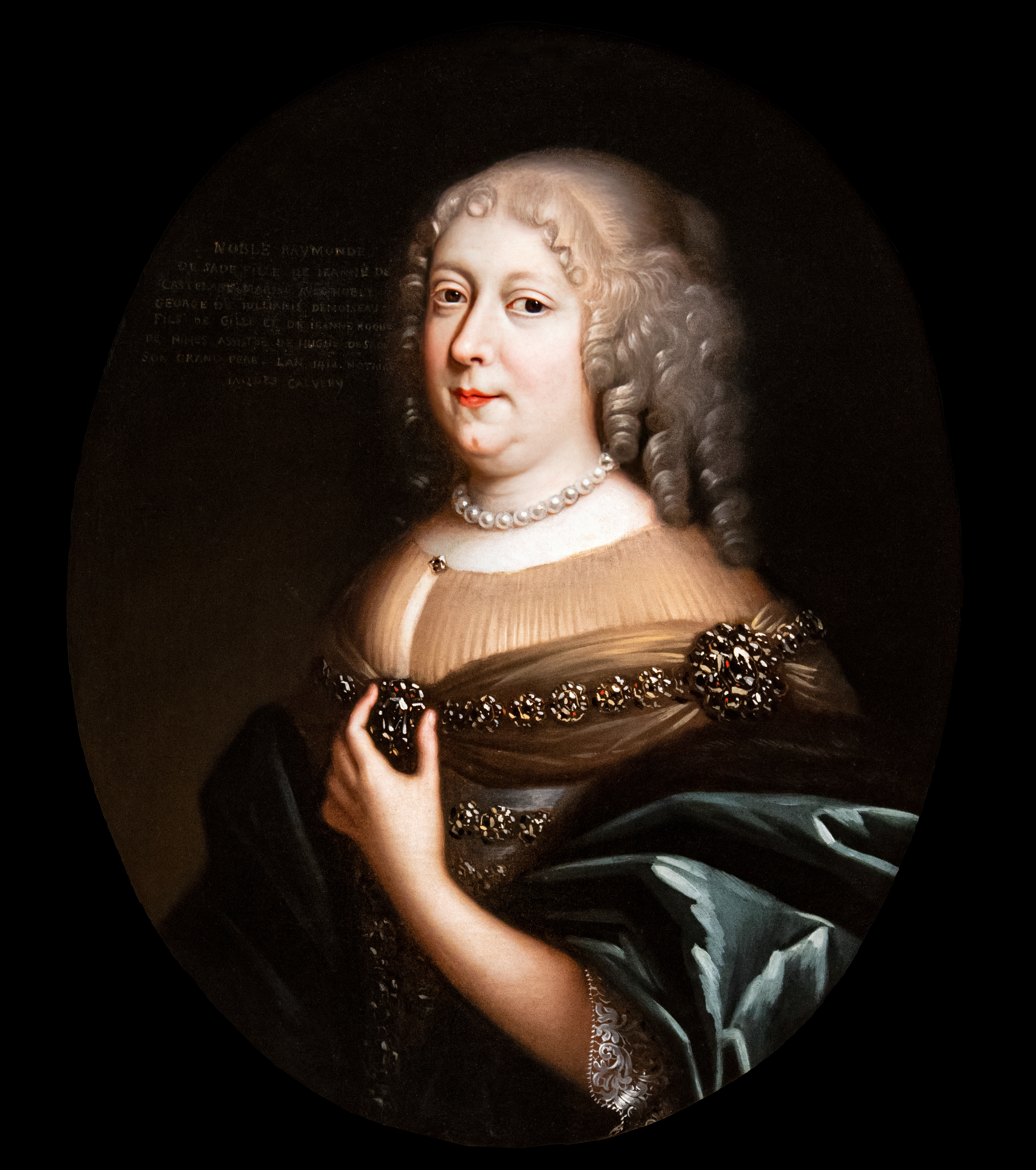
Portrait de Madame de Sade, Musée des Beaux-Arts de Narbonne.  Louise Renée de Penacoet de Kéroualle, Duchesse de Portsmouth.
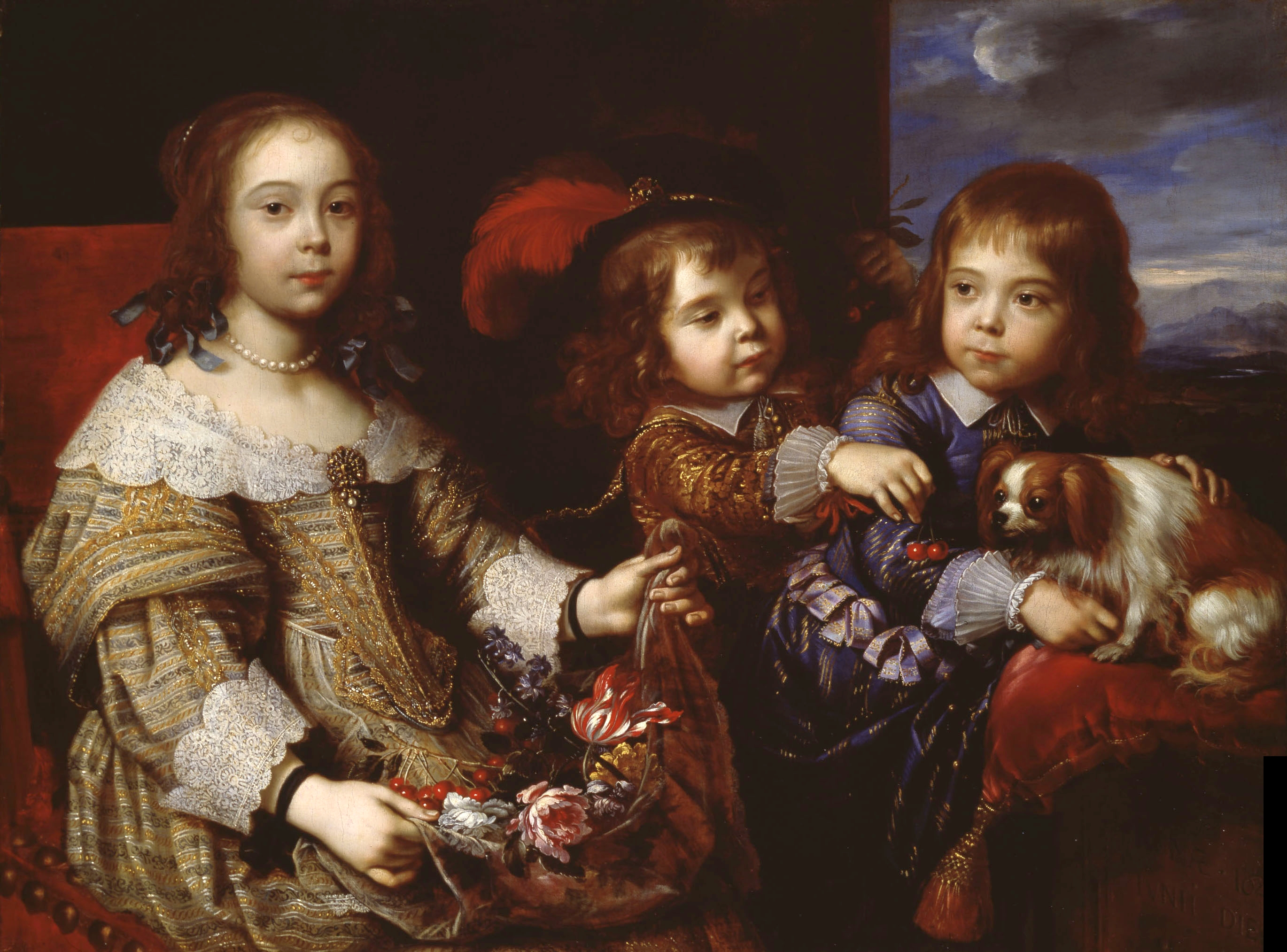
Les enfants du duc de Bouillon, musée d'Honolulu, États-Unis.

### Postérité

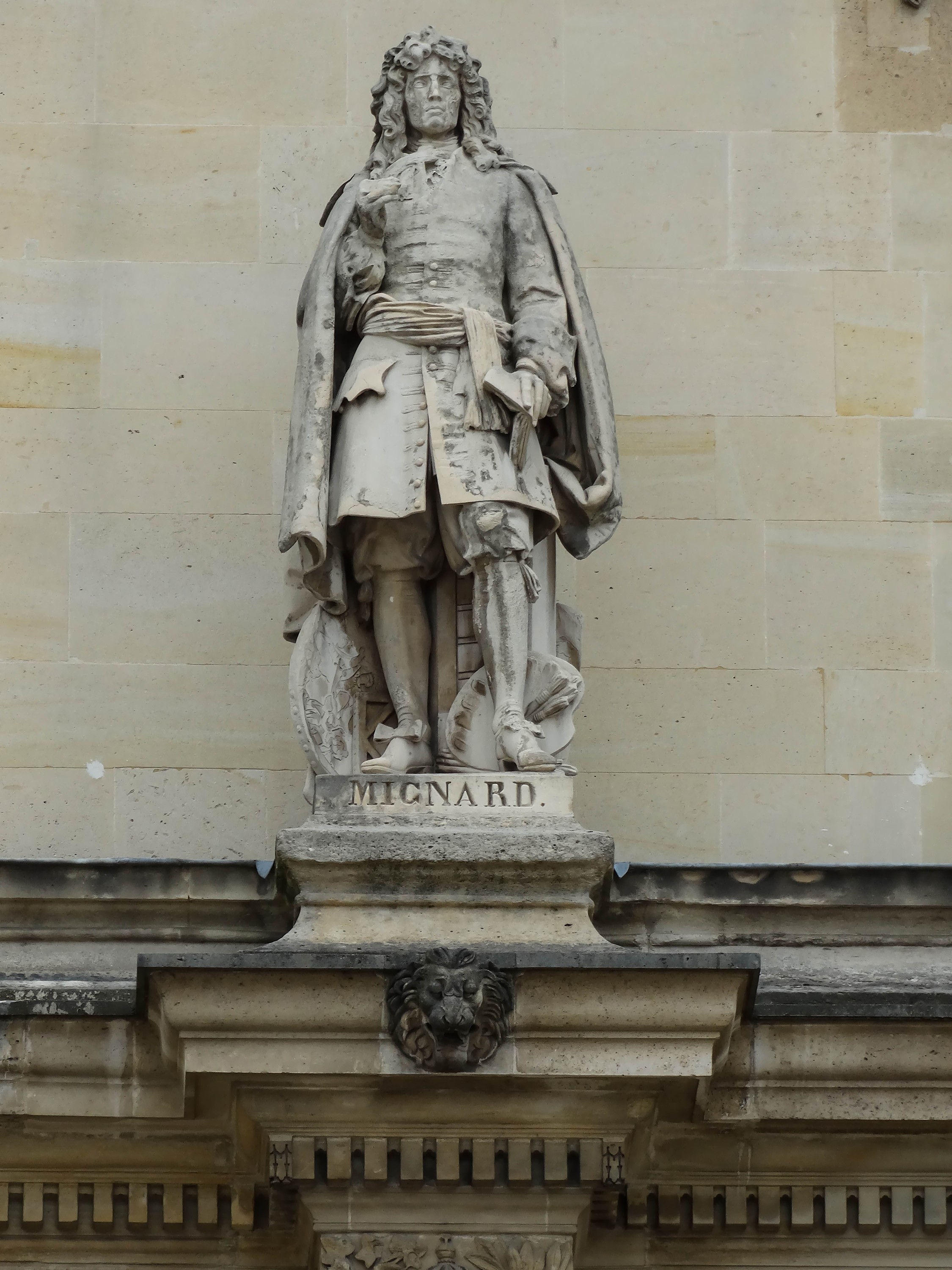
Pierre Mignard, dit Le Romain, par Jean-Baptiste Joseph Debay sur l'aile Henri-IV du Louvre.

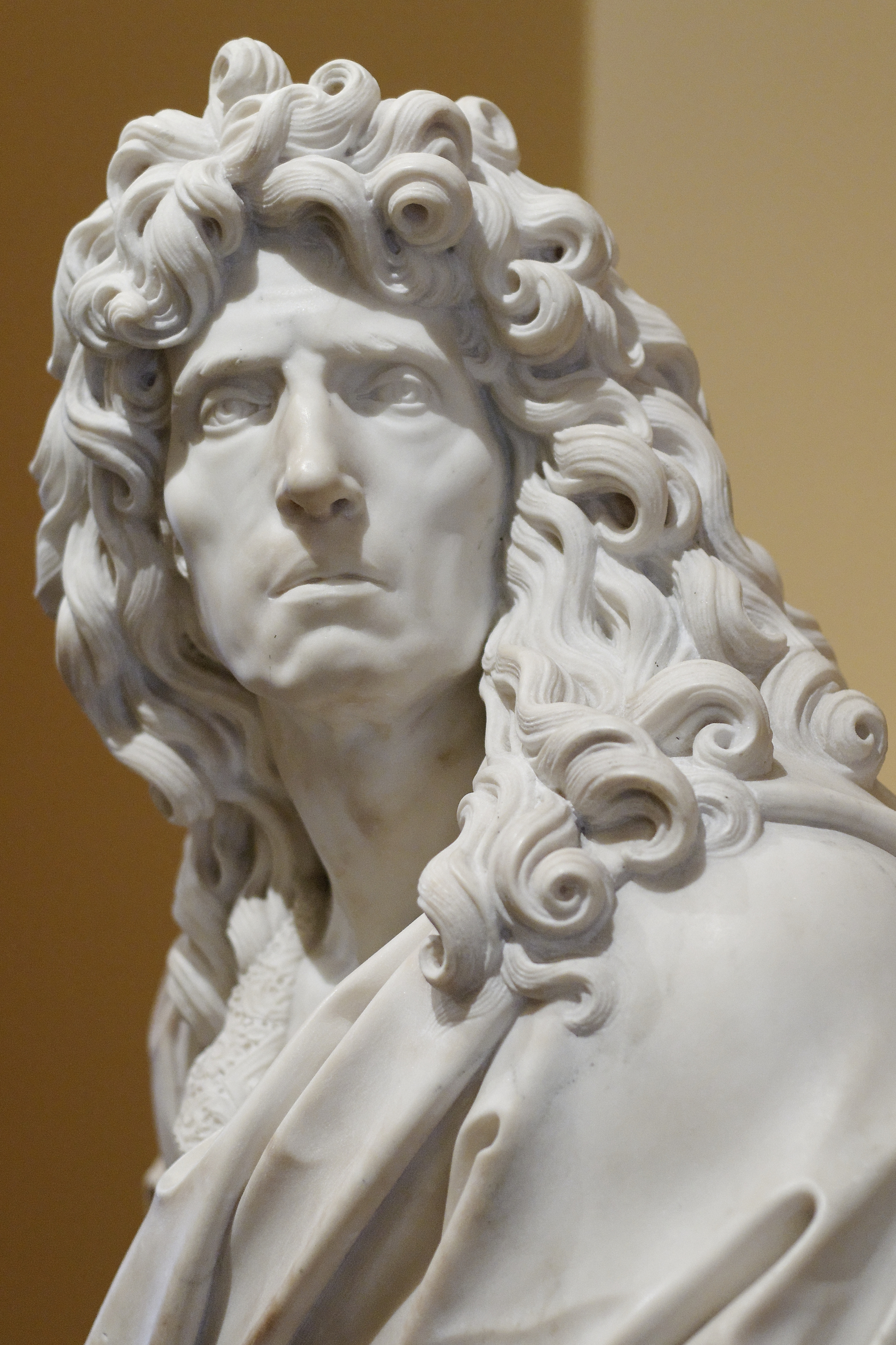
Buste de Pierre Mignard par Desjardins, musée du Louvre.

- Il a sa statue parmi la série des Hommes illustres du musée du Louvre.
- Une plaque commémorative au 23 rue de Richelieu (1er arrondissement de Paris) rappelle le lieu de sa mort.
- La rue Mignard lui rend hommage dans le 16e arrondissement de Paris.

### Anecdote
Au vu du caractère un peu mièvre parfois attribué à sa peinture, un rapport s'est établi entre son nom et l'adjectif « mignard » ou le mot « mignardise », dérivés péjoratifs de « mignon ». Ce rapprochement n'est toutefois qu'une coïncidence et n'a aucune justification étymologique (le terme « mignard » étant attesté avant la carrière de Pierre Mignard).

## Élèves
- Nicolas Fouché (1653-1733), selon l'abbé de Monville, biographe de Pierre Mignard,

## Iconographie

Iconographie liée à Pierre Mignard
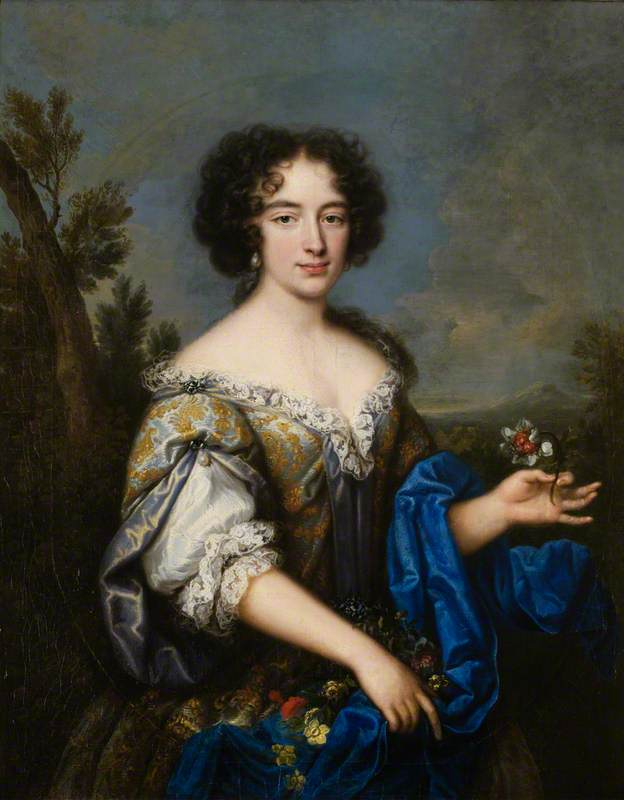
La duchesse de Vallière.
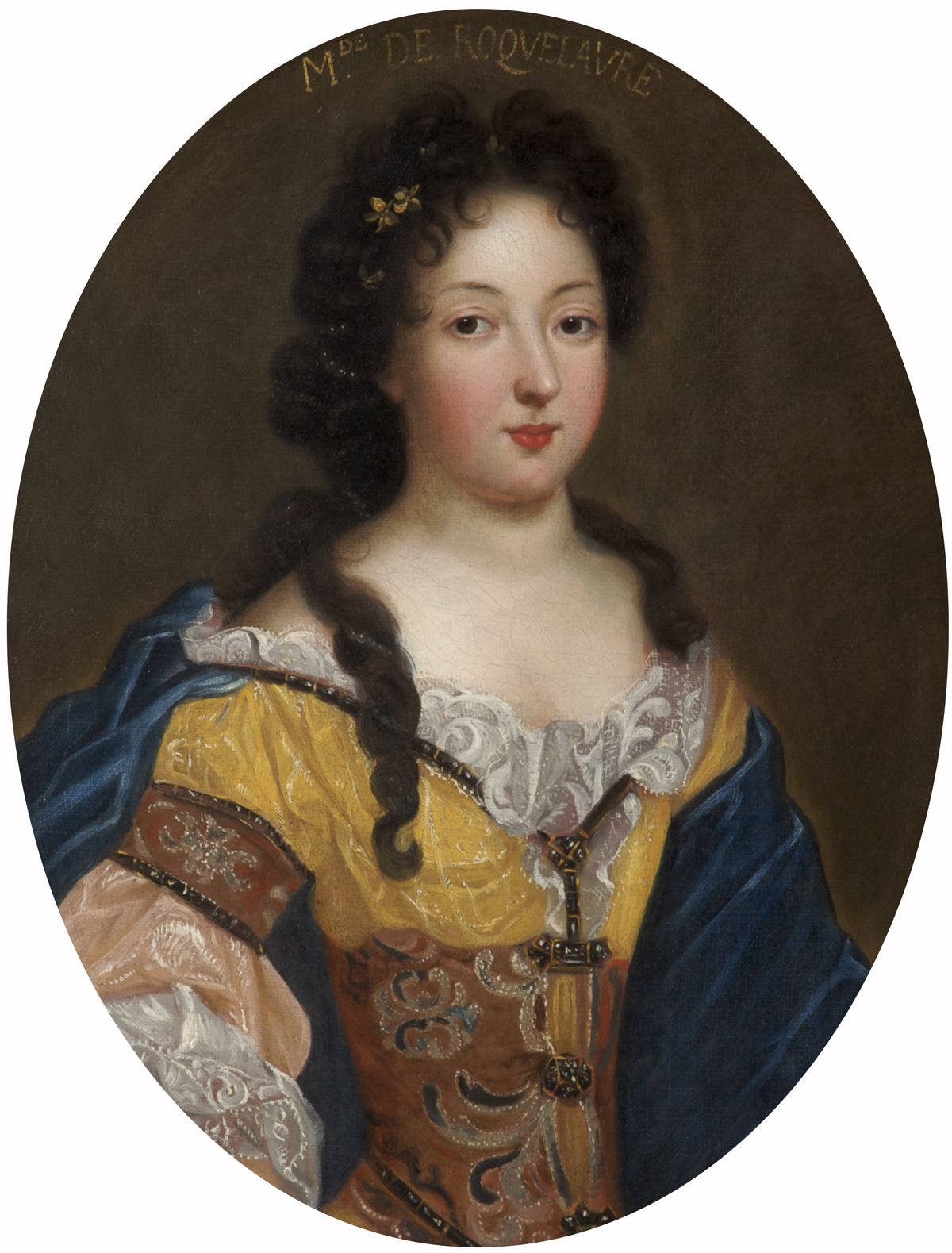
Mademoiselle de Roq.
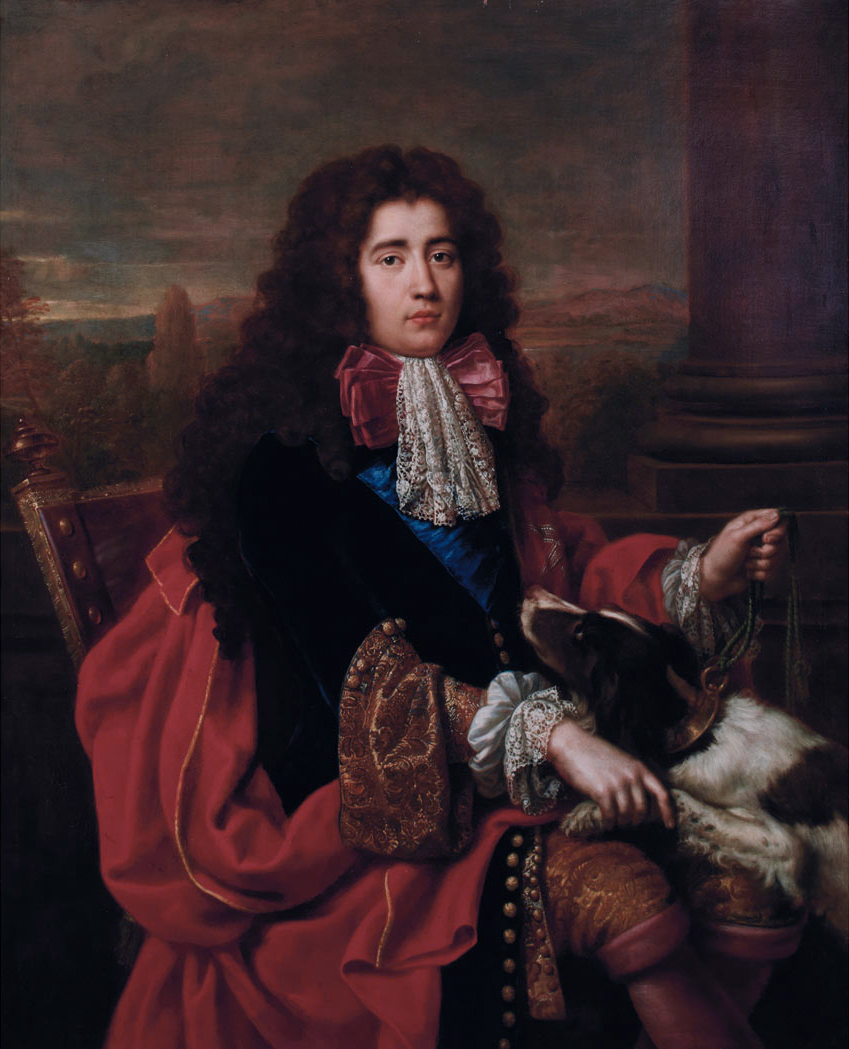
Louis Marie François Le Tellier.
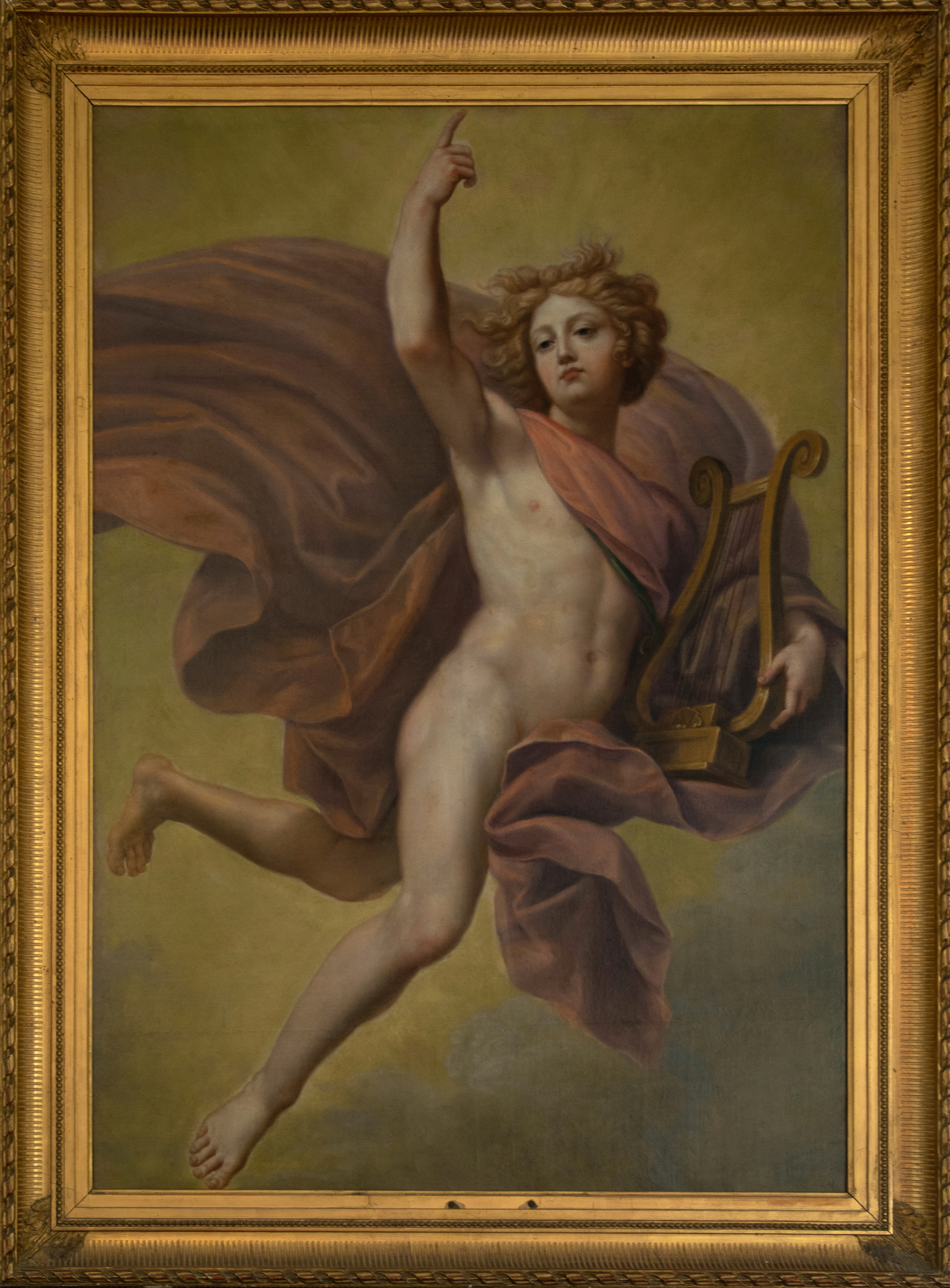
Apollon dans les nuées, fragment de plafond peint - Musée de Dinan.

## Liste (non exhaustive) des peintures de Mignard

### Musées en France
- Blois  

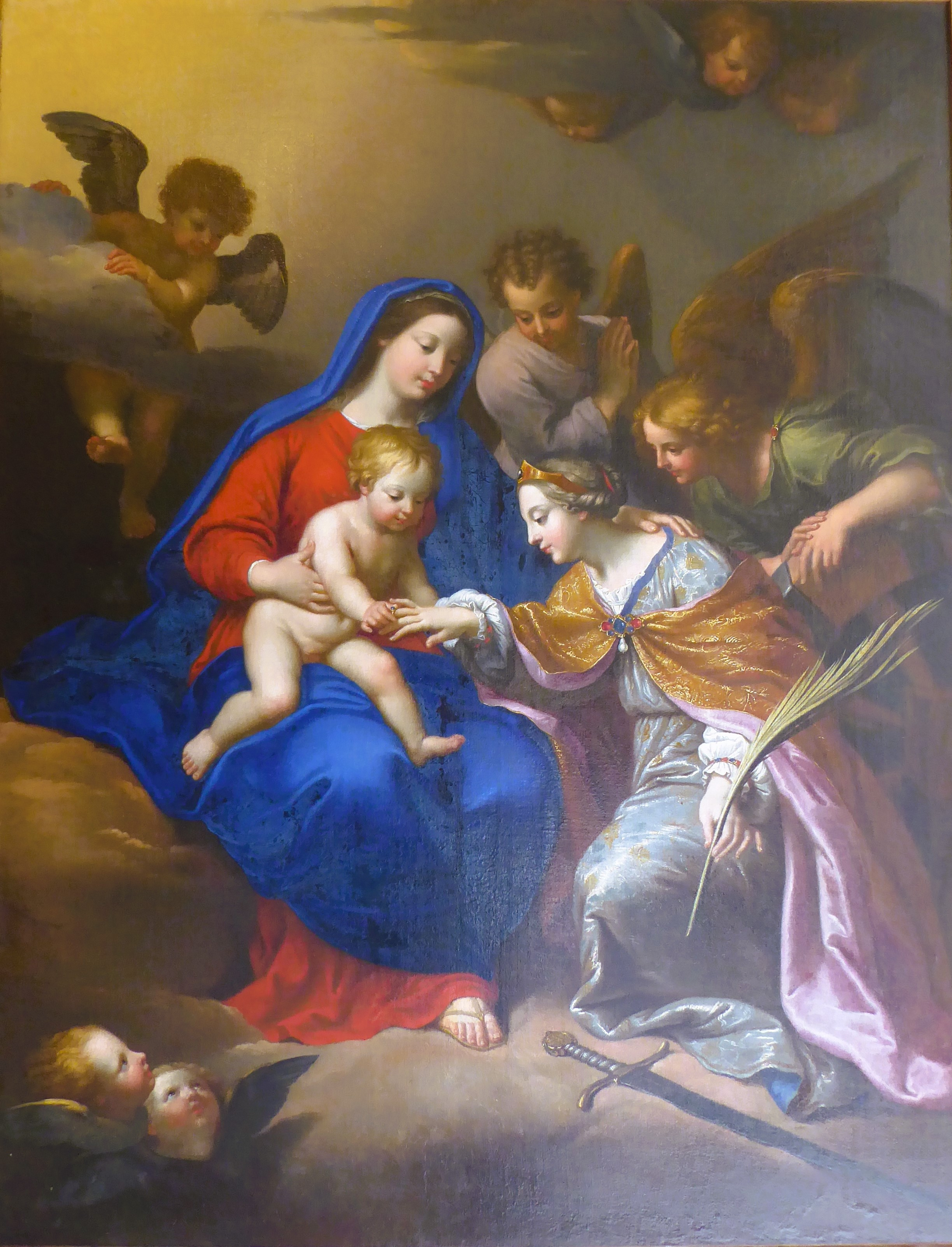
Le mariage mystique de Sainte Catherine, musée des Beaux-Arts de Chartres.

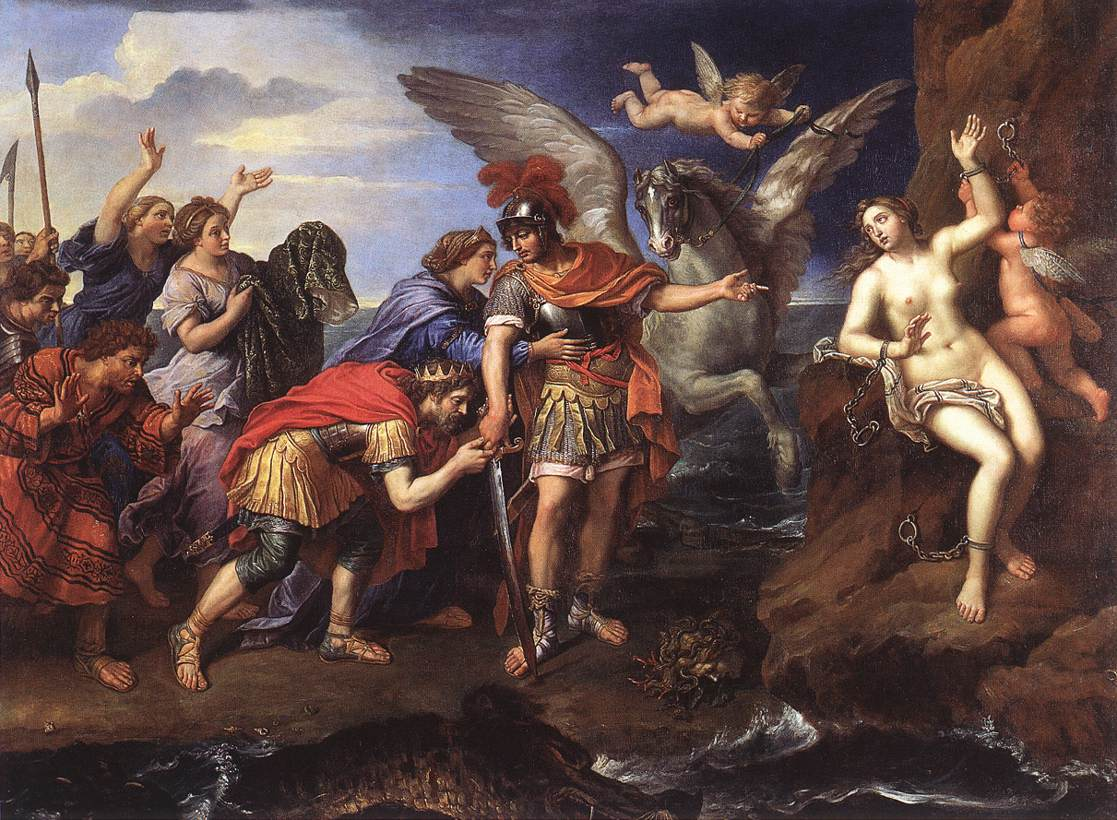
Persée délivrant Andromède, tableau peint pour le Grand Condé, musée du Louvre.

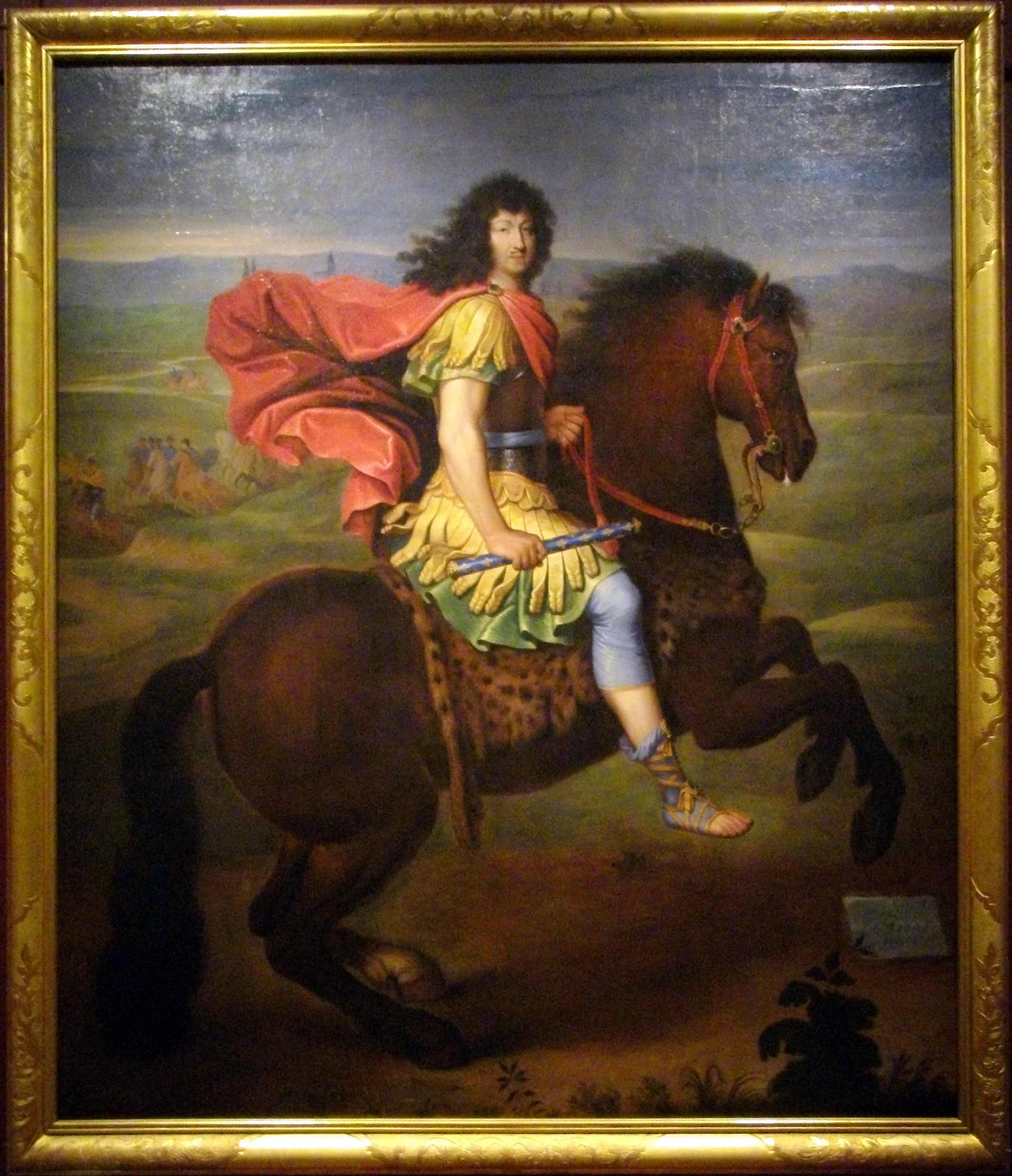
Louis XIV à cheval.

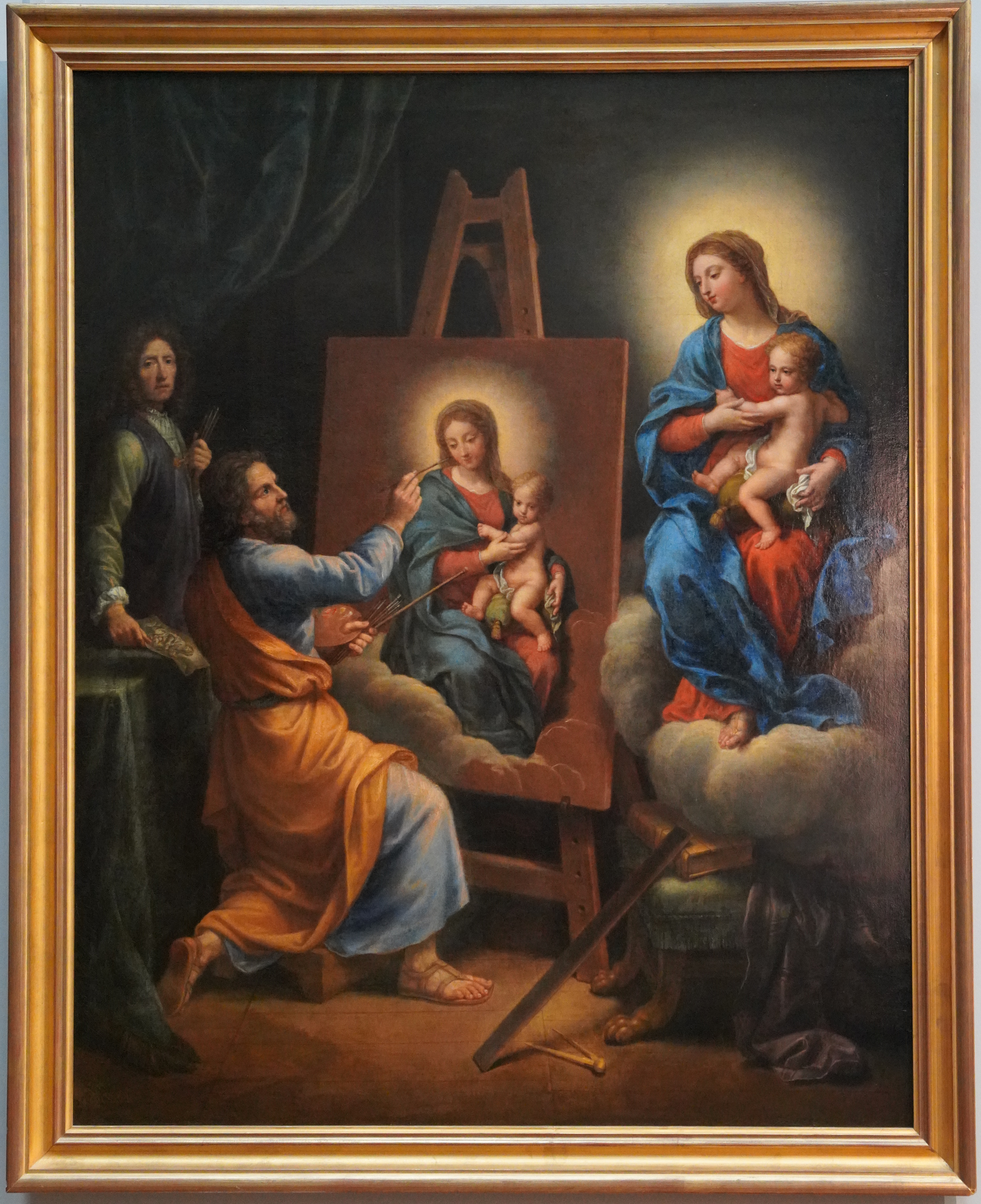
Luc peignant Marie et Jésus, à gauche son autoportrait.

  - Portrait de la marquise de Saint Germain, musée de Blois[23].

- Cahors
  - Vénus et Vulcain, huile sur toile, diamètre 84,5 cm, musée Henri-Martin[24].

- Carcassonne,  musée des Beaux-Arts
  - Portrait de Dame de la Cour.

- Chantilly, musée Condé
  - Molière, vers 1658, huile sur toile, 55 × 48,5 cm[25] ;
  - Le Cardinal Mazarin, 1658-1660, huile sur toile, 65 × 55,5 cm[26] ,[27] ;
  - Madame Deshoulières, huile sur toile, 44,5 × 40 cm[28].

- Chartres, musée des Beaux-Arts
  - Le mariage mystique de sainte Catherine (attribution), huile sur toile, musée des Beaux-Arts (inv. 2009.90.1)[b] ;
  - Portrait de Jean-Baptiste Coquelin, dit Molière, poète comique, toile, 50 × 38 cm, 1657-1658, collection Courtois (inv. no 5617) : « Au catalogue de la vente faite par M. Courtois, en 1876, il est attribué à Sébastien Bourdon : il n'aurait donc pas été vendu ; enfin dans l'inventaire Courtois, il est désigné comme de Ch. Lebrun »[29].

- Dijon, musée des Beaux-Arts
  - Portrait d'un peintre, huile sur toile, 81 × 66 cm.

- Dinan, musée de Dinan
  - Apollon dans les nuées, vers 1692, huile sur toile, 121 × 166 cm.

- Montauban, Musée Ingres-Bourdelle
  - Allégorie de la peinture, 1685, 86 × 80 cm.

- Paris, musée du Louvre
  - La Délivrance d'Andromède (1679), 247 × 188 cm[30];
  - Jésus sur le chemin du Calvaire, 1684, 198 × 150 cm;
  - Pierre Mignard dans son atelier, 1690, huile sur toile, 235 × 188 cm[31] ;
  - La Vierge à la grappe (1640-1650), huile sur toile, 121 × 94 cm, Musée du Louvre[32].

- Reims, musée des Beaux-Arts
  - Louis XIV à cheval devant Maastricht;
  - Louvois, huile sur toile.

- Rouen, musée des Beaux-Arts
  - Ecce Homo, huile sur toile, 138 × 163,5 cm, (œuvre commandée par Madame de Maintenon pour la communauté de Saint-Cyr);
  - La Sainte Famille avec une allégorie de la Rédemption, huile sur toile, 120 × 100 cm[33].

- Saint-Cloud, musée du Grand Siècle
  - Ecce Homo, vers 1685, huile sur toile, 67,5 × 57 cm.

- Troyes
  - Catherine d'Alexandrie, musée Saint-Loup de Troyes.
  - Saint Luc peignant la Vierge, 1695, huile sur toile, 123 × 102,5 cm, musée Saint-Loup, Troyes[34].

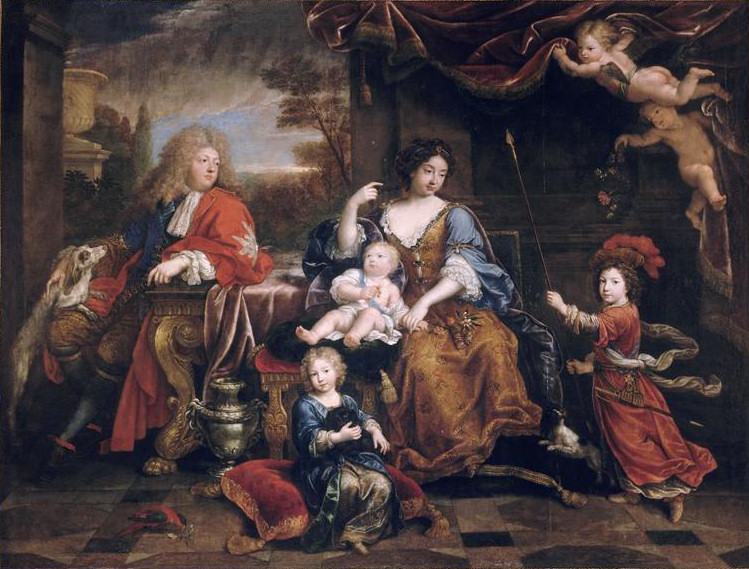
La famille de Monseigneur, dit le Grand Dauphin, par Jérémie Delutel (copie d'après Pierre Mignard), 1692.

### Musées hors de France

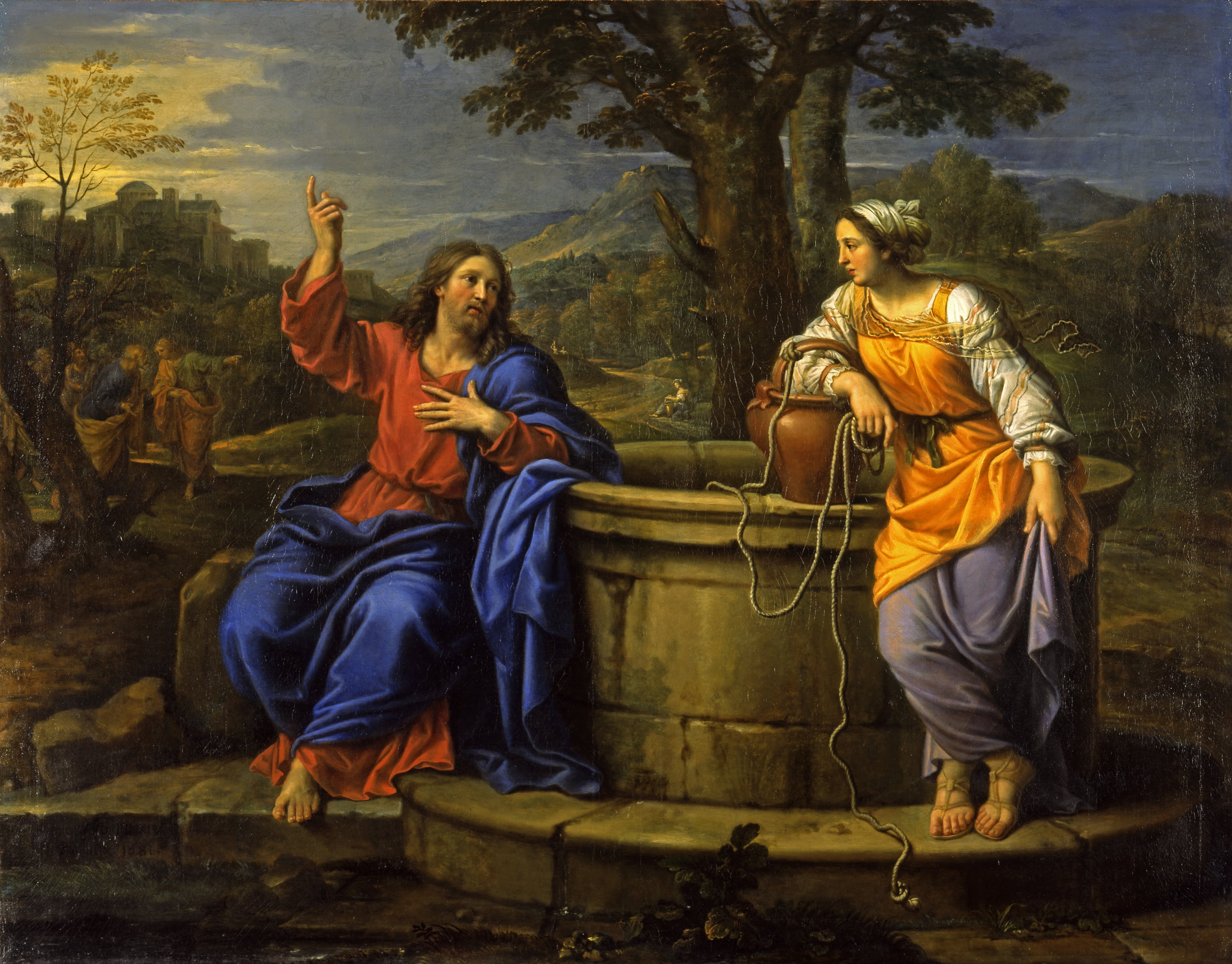
Jésus et la Samaritaine, par Mignard, 1681. Nord Carolina Museum of Art, États-Unis.

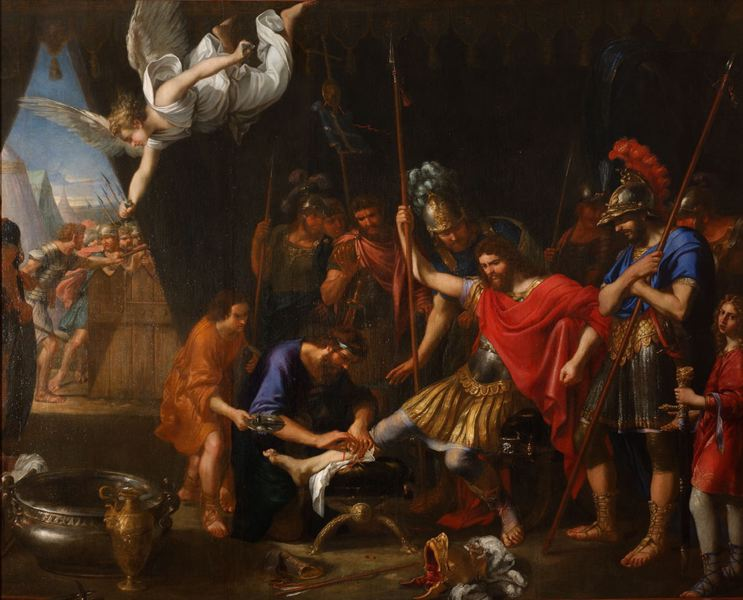
Godefroy de Bouillon soigné par un ange, vers 1640, musée du Pays de Hanau, Bouxwiller (240 × 302 cm).

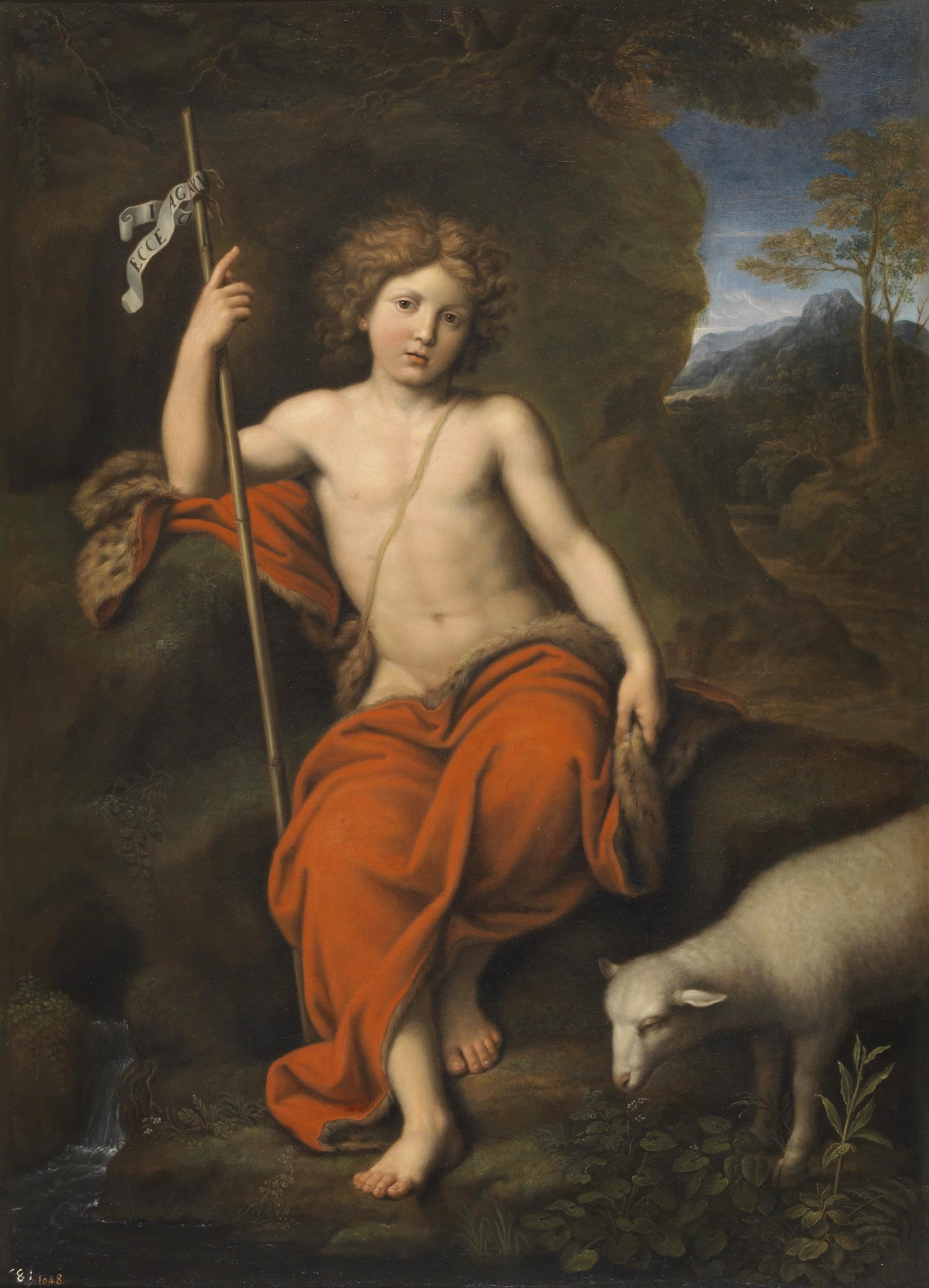
Saint Jean-Baptiste, musée du Prado.

- Honolulu, Museum of Art : Portrait des enfants du duc de Bouillon, 1647.

- Rome, Chiesa di San Carlo alle Quattro Fontane
  - Retable ("pala d'altare"): San Carlo Borromeo con i fondatori del Ordine adorante la Trinità (Saint Charles Borromée avec les fondateurs de l'Ordre adorant la Trinité), 1646. Il y a également exécuté une fresque de l'Annonciation sur la contre façade au-dessus de la porte d'entrée dont il ne reste plus que quelques taches de couleur.

- Saint-Pétersbourg, Musée de l'Ermitage:
  - Le mariage mystique de sainte Catherine (1669), huile sur toile, 134 × 105 cm[35] ,[36],[b].
  - La magnanimité d'Alexandre le grand (1689), huile sur toile, 298 × 451 cm[37]
- National Gallery Londres :
  - La Marquise de Seignelay et deux de ses fils (1691), huile sur toile[38]
- National Gallery of Art Washington
  - Dieu le père, huile sur toile, 46,5 × 60,3 cm[39]
- Musée du Prado Madrid :
  - Saint Jean-Baptiste (1688), huile sur toile, 147 × 109 cm[40]
  - Philippe de Bourbon, duc d'Anjou, futur Philippe V d'Espagne, enfant (1686), huile sur toile, 100 × 81 cm[41]
- Musée des Offices, Florence :
  - Françoise-Marguerite, comtesse de Grignan (fille de Madame de Sévigné) (1670), huile sur toile, 67 × 55 cm, Corridor de Vasari[42]
- Rome : Musei Capitolini – Pinacoteca Capitolina (Musées du Capitole - Pinacothèque) : Sacra famiglia e santi – Sainte Famille avec saints ou Sacra famiglia - Sainte famille. Inv. 173. Non vu. Figure à l’inventaire sans indication d’emplacement, sans date ni dimensions.
- Rome : Musei Vaticani – Pinacoteca Vaticana (Pinacothèque Vaticane, exposé à Castel Gandolfo en 2018-19) Madonna con Bambino – Madone à l’Enfant, ou Vierge à l'Enfant, vers 1650. Huile sur toile ovale, cm. 94 × 81, dans un cadre ouvragé et doré rectangulaire, cm. 125 × 112. Inv. MV 41438.
- Rome :Palazzo Barberini – Gallerie Nazionali di Arte Antica di Roma. Au catalogue, Madonna col Bambino e un donatore – Madone à l’enfant avec un donateur, et aussi, mais très douteux : Ritratto di papa Pio VII – Portrait du pape Pie VII. En effet, Mignard (et même Pierre Mignard II dit le "chevalier Mignard"), était décédé depuis longtemps avant que Pie VII et même Pie VI ne soient élus. Explication demandée, restée sans réponse.
- Rome. Palazzo Colonna, Appartamento Principessa Isabelle (Appartement Princesse Isabelle), Sala della Fontana. Sacra Famiglia – Sainte Famille. Inv. 61.

### Collections privées
- La Sainte Famille avec les symboles de la Rédemption, 126 × 102 cm, Vente Bonhams 2005[43]

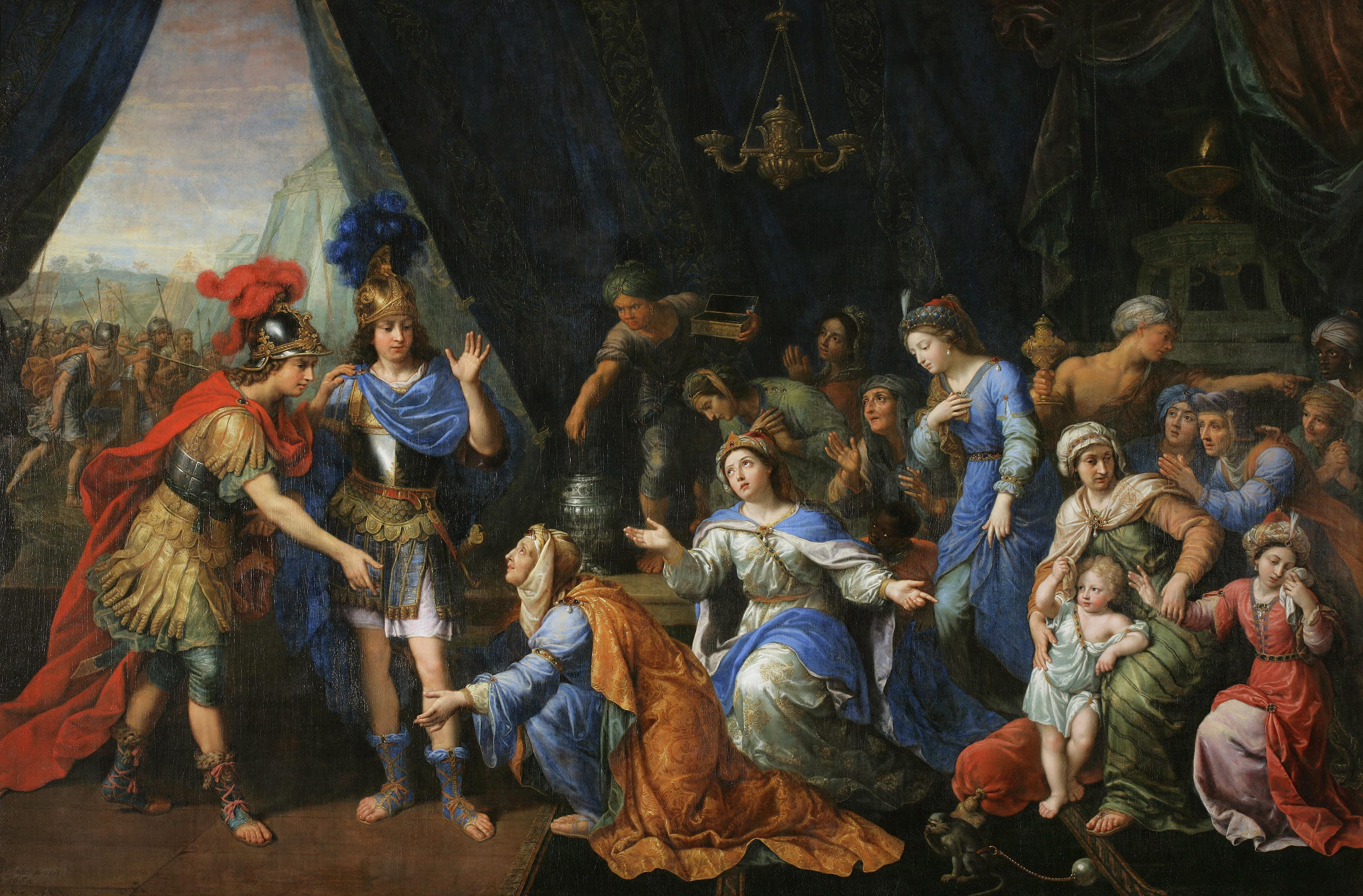
Les reines de Perse aux pieds d'Alexandre, Pierre Mignard. Musée de l'Ermitage, Saint-Petersbourg, Russie (298 × 451 cm). Ce tableau monumental concurrence le même sujet peint par Charles Le Brun. La grande toile de Mignard fut placée au château de Meudon au temps de Louvois, puisqu'elle vantait Héphestion, le favori d'Alexandre, parallèle avec Louvois qui était le principal ministre de Louis XIV.

## Pierre Mignard vu par Saint-Simon
Le mémorialiste juge l'artiste et son œuvre :

« La perte de deux hommes illustres fit plus de bruit que celle de ces deux grandes dames : [de] La Fontaine si connu par ses fables et ses contes, et toutefois si pesant en conversation, et de Mignard si illustre par son pinceau. Il avait une fille unique parfaitement belle. C'était sur elle qu'il travaillait le plus volontiers, et elle est répétée en plusieurs de ces magnifiques tableaux historiques qui ornent la grande galerie de Versailles et ses deux salons, et qui n'ont pas eu peu de part à irriter toute l'Europe contre le roi, et à la liguer plus encore contre sa personne que contre son royaume. »

- Saint-Simon, Mémoires, Éditions La Pléiade, 1959, tome I, p. 232.

## La Gloire du Val-de-Grâce1669, ode deMolière

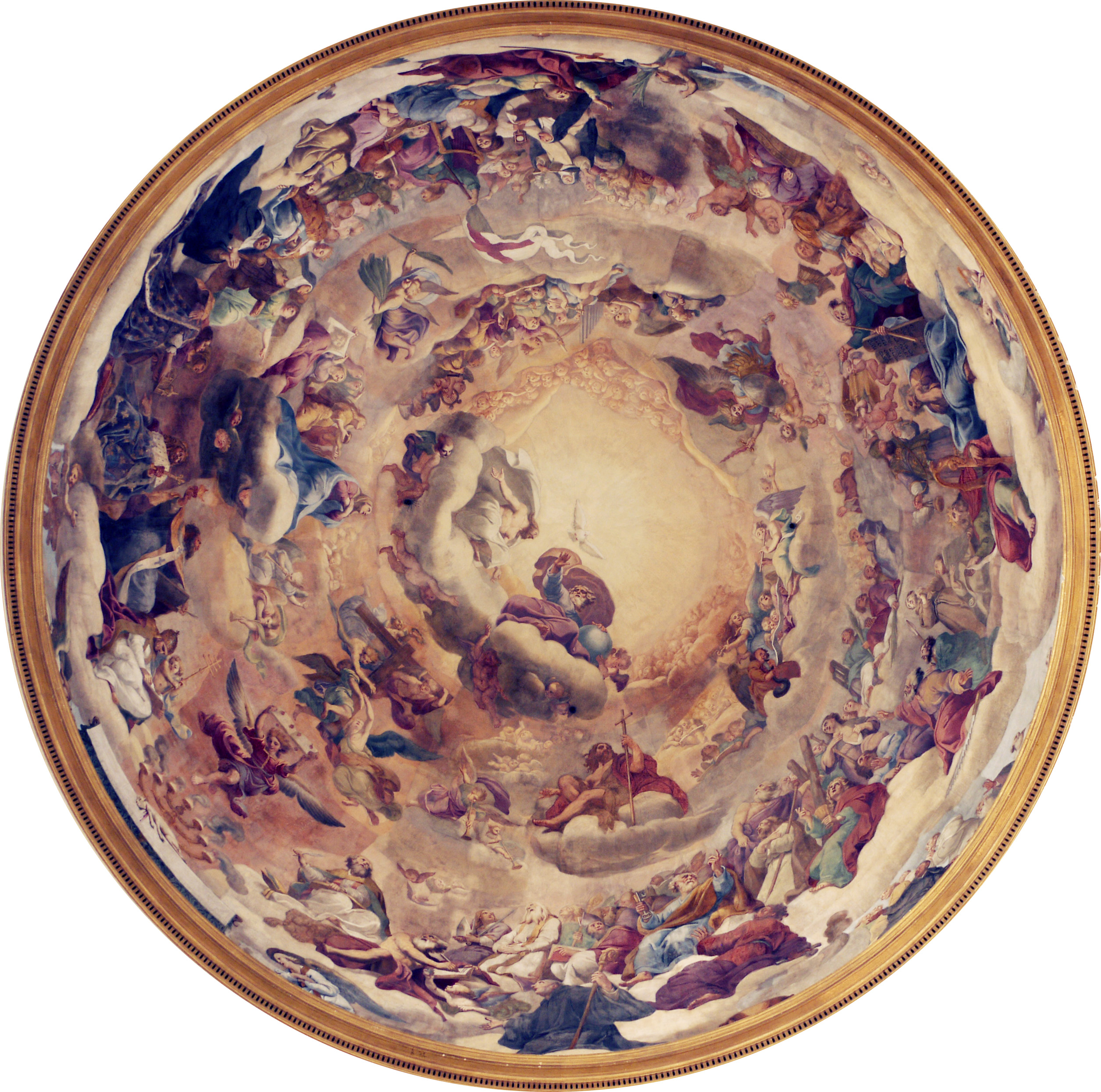
La Gloire des Bienheureux, fresque du dôme de l'église du Val-de-Grâce à Paris.

(Extrait)
« Dis-nous fameux Mignard par qui te sont versées
Les charmantes beautés de tes nobles pensées,
Et dans quel fonds tu prends cette variété
Dont l'esprit est surpris et l'œil est enchanté :
Dis-nous quel feu divin, dans tes fécondes veilles,
De tes expressions enfante les merveilles,
Quels charmes ton pinceau répand dans tous ses traits,
Quelle force il y mêle à ses plus doux attraits,
Et quel est ce pouvoir qu'au bout des doigts tu portes,
Qui sait faire à nos yeux vivre des choses mortes.
Et, d'un peu de mélange et de bruns et de clairs,
Rendre esprit la couleur, et les pierres des chairs.
Tu te tais, et prétends que ce sont des matières
Dont tu dois nous cacher les savantes lumières;
Et que ces beaux secrets, à tes travaux vendus,
Te coûtent un peu trop pour être répandus:
Mais ton pinceau s'explique et trahit ton silence;
Es venu déployer les précieux trésors.... »